# Cariris
Kariri, cariri, kairiri ou kiriri (do tupi kiri'ri, "silencioso") é a designação da principal família de línguas indígenas do sertão do Nordeste do Brasil. Vários grupos locais ou etnias foram ou são referidos como pertencentes ou relacionados a ela. Na literatura especializada, existe uma larga discussão sobre os pertencimentos dos grupos indígenas do sertão à família Kariri ou a outras famílias como a Tarairiú. Além dessas, existem várias línguas isoladas na região (yathê, xukuru, pankararu, proká, xokó, natu etc.). Historicamente, os grupos indígenas da região aparecem denominados de modo genérico como tapuias, podendo ser vinculados ao tronco linguístico macro-jê.

## As línguas kariri
Apesar de comprovadamente presente em todo o semiárido nordestino, apenas quatro das línguas kariri chegaram a ser minimamente descritas, todas elas da região ao sul do São Francisco: o Dzubukuá, falado por grupos no arco do submédio São Francisco (entre o que é hoje Petrolina e Paulo Afonso); o Kipeá, falado por indígenas que se tornaram conhecidos como Quiriri (ou Kiriri) principalmente na bacia do Itapicuru, Bahia; e o Camamu (ou Kariri) e o Sapuyá, de duas aldeias próximas na região de Pedra Branca (bacia do Paraguaçu), também na Bahia.

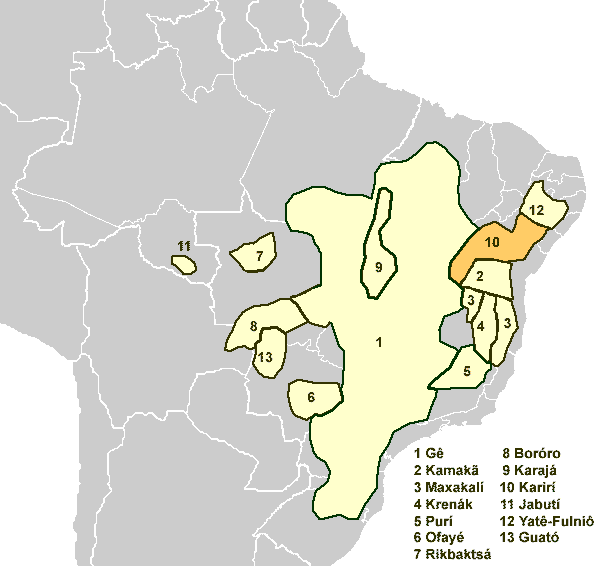
Localização das línguas Kariri dentro do tronco Macro-Jê.

## Influência na toponímia
Toda a região marcada pela presença dos Kariri e pela Guerra dos Bárbaros (1683-1713) tem isto hoje muito distintivamente assinalado em sua toponímia, no extenso arco de serras dos Cariris Velhos e dos Cariris Novos, respectivamente nas divisas entre Paraíba e Pernambuco e entre Paraíba e Ceará; na região do Cariri, a sudoeste de Campina Grande (também uma antiga missão cristã de índios), na Paraíba, e, famosamente, no Vale do Cariri, que ocupa toda a bacia do Alto Jaguaribe, no sul do Ceará. Ainda na Paraíba, a cidade de Pilar, originou-se de um outro aldeamento de indígenas Kariri e Coremas.

## No período holandês
Uma das primeiras referências aos povos indígenas Cariris data do período da ocupação holandesa em Pernambuco e Paraíba. Elias Herckman, governador holandês da Capitania da Paraíba, descrever em 1639 os povos indígenas que habitavam no interior dessa capitania e que mantinham contato com os holandeses:  
Os Tapuyas criados um povo que habita no interior para o lado do occidente sobre os montes e em sua vizinhança, em logares que são os limites mais afastados das Capitanias ora ocupadas pelos brancos, assim neerlandês como portugueses. Dividem-se em várias nações. Alguns habitam transversalmente (dwers van) a Pernambuco, são os Carirys, cujo rei se chama Kerioukeiou. Uma outra nação reside um pouco mais longe, é a dos Caririwasys, e o seu rei é Karupotó. Há uma terceira nação, cujos índios se chamam Careryjouws (Carijós?). Conhecemos particularmente a nação dos Tapuyas chamados Tarairyou; Janduwy é o rei de uma parte dela, e Caracará da outra. (Herckman, 1982 (1639), p. 211)

## A Guerra dos Bárbaros
Os muitos grupos cariri existentes ao norte do São Francisco, principalmente nos atuais estados do Ceará, Rio Grande do Norte e Paraíba, enfrentaram a epopeia de uma guerra de extermínio que se seguiu a expulsão dos holandeses e que durou toda a segunda metade do século XVII. Esse importante episódio até recentemente pouco conhecido da História do Brasil, conhecido como "Guerra dos Bárbaros", "Guerra do Açu" ou "Confederação dos Cariris", está hoje bem descrito no livro "A Guerra dos Bárbaros", de Pedro Puntoni, da USP, publicado há poucos anos. Há também outras obras recentes de historiadores de Pernambuco e Ceará sobre esse sangrento episódio histórico.
Os sobreviventes dessa guerra chegaram a ser reunidos em estabelecimentos missionários espalhados pelo sertão da Paraíba; pelas regiões do Seridó e do Açu, no Rio Grande do Norte; e por todo o Centro e Sul do Ceará.

## Aldeamentos missionários
Os diversos povos Kariri foram reduzidos em vários aldeamentos missionários pelos sertões. Alguns destes aldeamentos posteriormente tornaram-se vilas e cidades, enquanto outros permanecem como terras indígenas ainda hoje.
| Capitania  | Aldeia                     | Vila                  | Invocação                  | Missionário | Nação                                                  |
| ---------- | -------------------------- | --------------------- | -------------------------- | ----------- | ------------------------------------------------------ |
| Bahia      | Jaguaripe do Rio da Aldeia | Jaguaripe             | Sto. Antônio               | Clérigo     | Kariri                                                 |
| Bahia      | Conquista da Pedra Branca  | Cachoeira             |                            |             | Kariri                                                 |
| Bahia      | Caranguejo                 | Cachoeira             |                            |             | Sapuyá                                                 |
| Bahia      | Rio Real                   | Vila da Abadia        | Jesus, Maria, José         | Carmelita   | Kiriri                                                 |
| Bahia      | Aramaris                   | São João da Água Fria |                            | Clérigo     | Kiriri                                                 |
| Bahia      | Natuba                     | Itapicuru             | N. Sra. da Conceição       | Jesuíta     | Kiriri                                                 |
| Bahia      | Canabrava                  | Itapicuru             | Sta. Teresa                | Jesuíta     | Kiriri                                                 |
| Bahia      | Saco dos Morcegos          | Itapicuru             | Ascensão de Cristo         | Jesuíta     | Kiriri                                                 |
| Bahia      | Massacará                  | Itapicuru             | Sma. Trindade              | Franciscano | Kiriri, Kaimbé                                         |
| Sergipe    | Juru                       | Lagarto               | N. Sra. do Socorro         | Jesuíta     | Kiriri                                                 |
| Pernambuco | Gameleira                  | Alagoas               | N. Sra. das Brotas         | Clérigo     | Kariri, Língua Geral e Uruá                            |
| Pernambuco | São Brás                   | Penedo                | N. Sra. do Ó               | Jesuíta     | Kariri e Progéz                                        |
| Pernambuco | Ilha do Pambu              | Rio São Francisco     | N. Sra. da Conceição       | Capuchinho  | Kariri                                                 |
| Pernambuco | Ilha de Aracapá            | Rio São Francisco     | S. Francisco               | Capuchinho  | Kariri                                                 |
| Pernambuco | Ilha do Cavalo             | Rio São Francisco     | S. Félix                   | Capuchinho  | Kariri                                                 |
| Pernambuco | Ilha do Irapuá             | Rio São Francisco     | Sto. Antônio               | Capuchinho  | Kariri                                                 |
| Pernambuco | Ilha de Inhanhuns          | Rio São Francisco     | N. Sra. da Piedade         | Franciscano | Kariri                                                 |
| Paraíba    | Cariris                    | Taypu                 | N. Sra. do Pillar          | Capuchinho  | Kariri                                                 |
| Ceará      | Miranda                    | Icó                   | N. Sra. da Penha de França | Capuchinho  | Kariri, Quixeréu, Cariú, Cariuané, Calabaça e Icozinho |

## Aliados aos quilombos
O historiador Ricardo Pinto de Medeiros informa que os indígenas Kariri da aldeia do Pilar na Paraíba, haviam aliado-se aos quilombolas do Cumbe. 
Em  outubro  de  1731  o  rei  escreve  ao  capitão-mor da  Paraíba  a  respeito  da  informação  que havia  recebido  sobre  os  roubos  que  os  moradores do  sertão  do  Cariri,  Tapera  e  Taipu  estavam sofrendo  do  mocambo  do  Cumbe,  onde  se  achavam  havia  mais  de  treze  anos,  quatro  índios  que haviam  fugido  da  aldeia  do  Cariri,  de  que  eram  moradores.  Aqueles  estavam  fazendo  repetidos assaltos à dita aldeia e provocando a sua diminuição, por estarem levando os índios e os agregando à  sua  companhia,  junto  com  negros  fugidos,  com  o  que  chegavam  a  quase  setenta  pessoas.  Na entrada realizada pelo sargento-mor Gaspar Pereira de Oliveira e pelo capitão Teodósio Pereira de Oliveira ao dito mocambo foram mortos cinco índios e aprisionados cinqüenta e seis, e sete negros, escapando  dos  quatro  índios  cabeças  desta  gente, três,  tendo  um  deles  por  nome  Bartolomeu  que com quatro filhos seus tinha feito uma emboscada, e matado um soldado, ferindo também ao cabo, e  escapando  por  veredas  impenetráveis  para  as cabeceiras  do  rio  Capibaribe  da  jurisdição  de Pernambuco.  O  rei  ordena  ao  capitão-mor  da  Paraíba  avisar  ao  governador  de  Pernambuco  para  o mandar  prender.  Em  outra  carta  escrita  pelo  rei ao  capitão-mor  da  Paraíba,  em  agosto  do  ano seguinte,  o  rei  agradece  a  informação  a  respeito  do  dito  Mocambo,  onde  das  cinqüenta  e  sete pessoas que se haviam prendido, sete eram negros e duas eram negras, que foram entregues a seus donos e os quatro índios que o capitão-mor achou serem os cabeças do mocambo, foram mandados para a cadeia, onde morreram do “contágio das bexigas” antes de cumprir a pena. Os outros haviam sido  entregues  ao  seu  missionário  que  os  havia levado  para  a  aldeia  onde  estavam  vivendo  com sujeição.

## No rio São Francisco
Dos Cariri do São Francisco para o Sul, os Dzubukuá chegaram a habitar diversas missões de padres capuchinhos situadas nas ilhas do rio, no século XVIII, sobre os quais há dois importantes relatos feitos por esses padres: o de Bernardo de Nantes, hoje uma obra rara; e o de Martinho de Nantes, "Relação de uma Missão no São Francisco", editado na coleção "Brasiliana" da Companhia Editora Nacional. Ambos trazem preciosos relatos dos costumes dos Cariri. Atualmente, não há nenhum grupo nessa área que reivindique a identidade cariri, apesar de haver na região, hoje, diversos outros grupos indígenas (Aticum, Trucá, Pancará, Tuxá etc.) aos quais, possivelmente, cariris tenham se associado.

## Nos sertões da Bahia
Dos Kipea, ou "Kiriri", como atualmente designados, há um grupo com umas duas mil pessoas, com seu território devidamente demarcado após décadas de luta, no município de Banzaê, Bahia. Sobre eles há várias dissertações recentes, infelizmente não disponíveis em publicações, a não ser através de alguns artigos em revistas especializadas. É possível acessar um bom verbete sobre eles na Enciclopédia dos Povos Indígenas, do Instituto Socioambiental.
Os Cariri e Sapuiá da Pedra Branca, após seguidas revoltas e guerras no século XIX, peregrinaram em fuga por décadas até serem reunidos, no final da década de 1930 - pelo mesmo Nimuendaju autor do mapa citado - na Reserva Caramuru-Paraguaçu, no Sul da Bahia. Hoje eles compõem a maioria (cerca de 75%) dos indígenas que aí vivem,  genericamente designados como Pataxó Hã Hã Hãe (nome de um dos dois grupos então ainda isolados que primeiro habitaram a reserva) e que enfrentam, há mais de vinte anos, um terrível conflito e uma demanda judicial pela retomada de suas terras, invadidas por fazendas. O indígena Galdino, assassinado queimado em Brasília em 1997, em um episódio que ficou tristemente famoso, era um Cariri-Sapuiá.
Há um bom artigo da professora Maria Rosário Carvalho (UFBA) sobre as revoltas da Pedra Branca  e também pode-se encontrar algo sobre os Cariri-Sapuiá no verbete "Pataxó Hã Hã Hãe" da Enciclopédia dos Povos Indígenas.

## A saga dos kariri-sapuyá
De acordo com as antropólogas Maria Rosário Carvalho e Jurema Machado, a história dos Kariri-Sapuyá é marcada por uma série de processos de territorialização e desterritorialização. Sob a denominação genérica de "índios da Pedra Branca" havia, tradicionalmente, dois grupos: os Kamuru, da Aldeia Pedra Branca, posteriormente denominados Kariri, e os Sapuyá ou Sabuja, da Aldeia Caranguejo, um quarto de hora mais ao sul, ambos pertencentes à família linguística Kariri, respectivamente aos ramos Kipeá e Sabujá. Aos primeiros imputa-se  uma trajetória caracterizada por estreito relacionamento com a instituição militar, durante o governo colonial, na condição de soldados utilizados na captura de escravos foragidos e na repressão a quilombos; já os últimos têm a reputação de ser refratários tanto à Igreja quanto aos poderes seculares. Os dois grupos viriam a compor, em 1818, segundo relato de Spix e Martius, que visitaram a região, um contingente de "600 almas" .
À época da passagem do príncipe Wied-Neuwied, eles estariam supostamente "todos civilizados; o que deles resta é conhecido pelo nome de 'Cariris da Pedra Branca'. Na condição de soldados, sempre que recebiam ordens para uma expedição, levavam consigo suas mulheres e filhos" 
Entre as décadas de 1840 e 1860, os Kariri-Sapuyá se envolveram em confrontos, motins e sublevações variadas. A aldeia de Caranguejo desapareceu depois de 1865, e os dois grupos se reuniram em Pedra Branca. Novos confrontos tiveram lugar, o que teria culminado com a sua expulsão da região de origem, provavelmente em 1884. Uns resistiram ali, por certo tempo; outros foram aniquilados e outros tantos se dispersaram. Alguns anos mais tarde, eles se reuniram junto ao rio Santa Rosa, afluente da margem esquerda do rio de Contas, ao norte da atual cidade de Jequié, onde já estariam estabelecidos (ou se estabeleceram no mesmo período) os indígenas originários da Aldeia de Trancoso (Porto Seguro), que de lá também haviam sido expelidos. A eles se teriam juntado os indígenas tabajara da "aldeia de Batateira", situada nas proximidades de Areias, atual cidade de Ubaira. Ali, os refugiados viveram em paz por algum tempo, até que os seus vizinhos não indígenas cobiçaram as terras da aldeia. "Espremeu-se os índios dos seus sítios, perseguindo e aterrorizando-os com todos os meios  legaes  até que abandonaram novamente a aldeã" . Eles então se retiraram para o Gongogi e, enxotados dali, agruparam-se no local chamado São Bento, nas cabeceiras do Catolé. A região estava desabitada, mas, algum tempo depois, quando os indígenas já tinham casas e roças, apareceram, também aí, os "donos legítimos das terras", mandaram medi-las e expeliram novamente os indígenas. Uma parte do grupo refugiou-se, então, em 1938, na Reserva Caramuru-Paraguaçu, sob o aconselhamento do etnólogo e funcionário do Serviço de Proteção aos Índios, Curt Nimuendaju, que realizava uma "jornada oficial de observação" à região que se estende do sul da Bahia até o vale do rio Doce, ao longo da vertente oriental da serra do Mar
Nimuendaju permaneceu na Reserva Caramuru-Paraguaçu, de 22 de setembro a 28 de novembro de 1938, tempo suficiente para observar o estado de abandono em que ela se encontrava e que teria ensejado sua intrusão por parte da população regional . Dos Kariri-Sapuyá aí recém-fixados, que ele também designava "índios de São Bento",  registrou que não conservavam quaisquer vestígios da língua original, tampouco qualquer "particularidade tribal". Em contrapartida, teriam desenvolvido, apesar ou devido à miscigenação, um profundo sentimento de divisão étnica, a humanidade sendo dividida entre "nós", enfeixado pelos indígenas, independentemente da afiliação linguística e étnica, e os "outros", os "contrários" (ib.8). O seu deslocamento para o sul da Bahia não teria alterado positivamente o sentimento de desconforto urdido ao longo das sucessivas migrações. Nesse sentido, uma certa confiança em relação ao etnólogo só se manifestaria ao perceberem seu comportamento refratário aos intrusos e próximo aos indígenas. Incessantemente, eles relatavam-lhe as perseguições a que tinham sido submetidos, um dos temas recorrentes sendo a "história da resistência armada" e o trágico final dos seus "últimos guerreiros", Rodrigues e João Baetinga, nas caatingas da Pedra Branca. Um dos kariri-sapuyá que serviu de informante a Nimuendaju, convencido de que, na Bahia, ainda vigorava a monarquia e um vice-reinado, afirmou-lhe que a situação dos indígenas só melhoraria com a volta de D. Sebastião, indígena como eles, cuja imagem por ele possuída, retratava-o de tanga e portando flechas .
Naquele que se afigura como o último período do confronto armado, seis indígenas morreram e quinze foram feitos prisioneiros, transportados para Salvador e tratados como criminosos militares. Foram julgados em 1854, sendo que 12 dos que haviam suportado as condições da prisão foram liberados, enquanto Baetinga e um outro indígena foram condenados a trabalhos forçados .

## Alagoas
Outros grupos indígenas contemporâneos, habitando territórios de antigos estabelecimentos missionários no estado de Alagoas, incorporam a designação Cariri em seus etnônimos mistos: são os Xucuru-Cariri, de Palmeira dos Índios, e os Cariri-Xocó, de Porto Real do Colégio. Essas designações mistas indicam a reunião forçada de grupos de origem étnica diversa, comum nesses aldeamentos de catequese.
Os jesuítas chegaram às margens do rio São Francisco provenientes dos Colégios da Bahia e de Pernambuco. A cidade de Porto Real do Colégio tem este nome por ter-se originado da Residência do Urubumirim, fundada em terras doadas ao Colégio Jesuíta de Recife. Em torno desta Residência foram estabelecidas duas aldeias para fins de catequese, de acordo com a Lei de 4 de junho de 1703. Esta lei se baseava no Alvará Régio de 1700, que determinava que "a cada missão se dê uma légua em quadra para a sustentação dos índios e missionários". A aldeia de Colégio estava a sete léguas a montante de Penedo e a de São Brás, cerca de duas léguas acima de Colégio. A área das duas aldeias seria de "duas léguas de frente por uma de fundo", dimensões que vamos encontrar registradas em toda a documentação oficial e que é mantida pela tradição oral do grupo.
Com a expulsão dos jesuítas em 1759, suas fazendas de gado foram arrematadas em hasta pública. As aldeias indígenas, porém, passaram para a administração de outros missionários ou à leiga, apoiada por um assistente espiritual.
Na aldeia de Colégio viviam Cropotós, Cariris, Aconans, Ceococes (certamente plural de Ciocó ou Xocó) e Prakiós. A aldeia missionária é, pois, o berço do "caboclo", identificação genérica que, no século XIX adquire um conteúdo racista, através do qual a política do Império irá desqualificar as populações indígenas numa política a que o jurista Dalmo Dallari denomina "anti-aldeia". Alegando a inexistência de "índios de raça primitiva", as aldeias são extintas em 17 de julho de 1873 pelo Ministério de Agricultura, Comércio e Obras Públicas.
Curiosamente, a tradição oral do grupo, como aliás ocorre entre outras populações indígenas do Brasil, atribui o direito à posse imemorial das terras a uma doação do imperador Pedro II. No caso, a mesma teria ocorrido em sua viagem à cachoeira de Paulo Afonso em 1859. D. Pedro efetivamente esteve em Porto Real do Colégio e foi recebido por um grupo de índios. O episódio está registrado no diário de viagem do imperador que se refere aos índios como "descendentes de raça já bastante cruzada" (Pedro II, 1959: 111). A política fundiária do Império parece reforçar a ideia que desta população fazia o imperador e nenhum termo de doação foi localizado nos arquivos pesquisados.
Na segunda metade do Século XIX eram mencionadas em diversos relatórios e documentos a existência de oito aldeamentos indígenas na Província de Alagoas. Jacuipe, Cocal, Urucú, Limoeiro, Santo Amaro, Atalaia, Palmeira dos Índios e Porto Real do Colégio.

## Rituais antigos
O historiador Marcos Galindo informa que a principal celebração dos Cariris parece ter sido aquela dedicada a Varakidram conforme registrou o padre Manoel Correia ou Ünaquidze se preferimos a denominação grafada por Bernard de Nantes; Eraquidzam dos Païaïases também coletada pelo padre Manoel Correia. O padre Manuel Correia em carta da Bahia de 1 de junho de 1693, informa sobre a divindade Varakidran celebrada na aldeia do Jeru pelos Cariris. Note-se o destaque para o uso das cabaças furadas representando figuras antropomorfas e o uso do fumo:
Costumavam na Aldeia do Juru, antes do estabelecimento dos Padres, quando ali se acolhiam os índios vindos do mato, celebrar a festa de Varakidran (sic), a que acorriam não só o gentio de outras aldeias, mas muitos outros que andam pelos matos, e até muitos índios cristãos, que já estavam nas Aldeias dos padres e ali iam às escondidas, e era preciso impedir com palavras, ameaças e castigos para se absterem dessas superstições. O rito da festa do “Varakidran” era assim, e talvez ainda seja algures, entre os gentios, e é o único que os índios veneram.
Ergue-se em terreno largo e aberto, uma cabana maior do que as outras, cercada por todos os lados com muitos paus e palha, das quais pendiam muitas esteiras tecidas de folhagem nova. No centro da cabana colocava-se uma cabaça ôca e sêca e com vários orifícios, que êles, notadamente rudes, tinham por uma cabeça humana.
Debaixo dela acendiam fogo com lenha verde. O fumo subia pela cabaça e saia pelos orifícios em direcções diversas. Os mais velhos da Aldeia punham-se à roda dela, e entre êles o Pagé principal, a quem os Varakidrenses chamam Pai. Todos êles chupam o fumo de tabaco, de tubos ou cachimbos de barro (e fistulis figlinis), que guardam com diligência para êste dia; ao mesmo tempo abrem a bôca e sorvem o fumo que sai daquela cabaça furada, ou Ídolo. Até que ficam como tontos e embriagados.
Enquanto isto se passa dentro da Cabana, no terreiro os moços mais robustos, todos emplumados de várias cores, e com riscas negras no corpo, andam à roda das esteiras, que fecham a cabana, em danças desordenadas e gritaria desentoada. Os chefes da dança e do coro, trazem cabaças vazias e furadas diante do rosto, e usam flautas de osso de certas aves, mais para sibilar do que tocar, cujos ossos têm em grande estima, e guardam com grande veneração, durante o ano. Desta maneira se estende a festa por três ou quatro dias, até que saem da cabana os velhos ébrios do fumo e concluem a festa com os seus vaticínios. Voltam-se para a gente que está à roda, e começam a predizer o futuro, com mentiras que os ouvintes têm por mais verdadeiras do que a própria verdade: se o ano há-de ser de sêca ou de abundância; se hão-de apanhar muita caça ou pouca; se os ares hão-de ser salubres ou mortíferos para o corpo; se hão-de morrer velhos ou novos; e outros oráculos como êstes, que ninguém dos que os ouvem põe em dúvida. (ARSI Bras. 9:382).
Segundo o mesmo historiador, o Padre Antônio Pinto nos deixou um relato valioso sobre os costumes dos índios denominados Paiaiases que ao lado do testemunho do padre Manuel Correia sobre os Cariris da aldeia do Jeru, torna-se num excelente quadro das práticas Cariris. Diz o padre Pinto:
Os Païaïases são muito submissos aos seus pagés a que chamam Visamus. Não têm ídolos, nem divindades, se exceptuarmos uma semelhança de idolatria, no que chamam seu deus Eraquizã [Erachisam], cujo dia festivo, anual, se celebra assim: Fazem uma pequena cabana não muito distante da Aldeia. Juntam-se nela os pagés mais velhos. Vestem ao Tapuia o seu vestido, tecido de fôlhas de palma, de 15 (quindecim) pés de comprido, todo de pregas e franjas, as quais caem um pouco acima dos joelhos. Na cabeça até os ombros tem o diadema, que termina para o alto em ponta. Na mão direita uma frecha afiada. Antes que entre na cabana sagrada (a narrativa latina diz aqui templo) do deus Eraquizã, fazem os pagés ingente alarido, e fogem todos os outros Tapuias para dentro das casas.
Logo sai o Eraquiza, de horrendo e disforme aspecto. Dá volta a toda a Aldeia, e se encontra alguém mata-o com a seta aguda, que leva na mão direita, para o castigar da sua irreverência, que se atreveu a encontrar-se com tão grande deus.
Feito o reconhecimento, para diante das casas, toca a flauta (tíbia) diante delas, signal para as oferendas de comer, e vai sentar-se no meio do terreiro, esperandoas. Saindo então cada um de casa, leva-lhe com grande respeito as oblatas e presentes. Concluída a cerimônia recolhem-se de novo às casas para que não os ache o Eraquidzã, que se levanta e dá outra volta ao redor da Aldeia, e dirige-se à cabana sagrada, donde saem a correr os pagés, apanham as oblatas e presentes e voltam à cabana a banquetear-se. (Sexennium Litterarum, 1651-1657, ARSI. Bras. 9:16v-18).
O culto da Jurema
Um velho de 83 anos oriundo da Aldeia de Trancoso, Apolinário, transmitiu a Nimuendaju, também em 1938, na Aldeia de Santa Rosa, alguns mitos sobre temas variados, como o da cabeça sem corpo, perna de lança, gêmeos, fim do mundo e a cerimônia da jurema. Ele e outro índio velho que Nimuendaju mandou buscar em São Bento, às suas expensas, ainda se lembraram do culto da jurema, que, conforme Nimuendaju, os Kamuru da Pedra Branca introduziram na aldeia de Santa Rosa, um deles tendo descrito as visões que havia tido (Viveiros de Castro 1984: 71-73). Apolinário revelou que nos anos de sua mocidade, ele havia tomado parte na cerimônia da jurema celebrada pelos Kamuru-Kariri (ib.:73). Devido à sua especial relevância, transcrevemos, a seguir, esse último mito:
“Iam-se buscar, a leste do sítio da cerimônia, pedaços de galhos de jurema dos quais se tirava a casca, de cima para baixo, com um bastão de pau. A massa lenhosa era posta em infusão com água e depois espremida numa cuia especial (com um prolongamento que servia de cabo). A cerimônia era executada durante a noite para os neobrasileiros não saberem dela. Um certo número de moças sentava-se ao redor da cuia. Elas fumavam de um grosso cachimbo de barro e sopravam a fumaça sobre a bebida, onde ela formava uma camada espessa. Um velho, com um maracá enfeitado com um mosaico de penas grudadas, dançava, com o torso curvado, ao redor do grupo, cantando: Endarindandá nafé nafé nafé! e as moças respondiam: Darindarindandá! Em seguida, o velho dava às moças e aos homens, que formavam uma fileira ao lado, um pouco da bebida de jurema numa pequena tigela de barro.
A jurema mostra o mundo inteiro a quem a bebe: vê-se o céu aberto, cujo fundo é inteiramente vermelho; vê-se a morada luminosa de Deus; vê-se o campo de flores onde habitam as almas dos índios mortos, separadas das almas dos outros. Ao fundo vê-se uma serra azul. Vêem-se as aves do campo de flores: beija-flores, sofrês e sabiás. À sua entrada estão os rochedos que se entrechocam, esmagando as almas dos maus quando estas querem passar entre eles. Vê-se como o sol passa por debaixo da terra. Vê-se também a ave do trovão, que é desta altura (um metro). Seus olhos são como os da arara, suas pernas são vermelhas e no alto da sua cabeça ela traz um enorme penacho. Abrindo e fechando este penacho, ela produz o raio e, quando corre para lá e para cá, o trovão” (Viveiros de Castro 1984: 73).

## Kariris atuais
Vários grupos indígenas contemporâneos no Nordeste reivindicam ascendência dos kariris históricos. Entre eles, podemos citar: os Kiriri, Kaimbé, Tumbalalá e Pataxó-hã-hã-hãe, da Bahia; os Kariri-Xokó, Karapotó, Tingui-Botó, Aconã, Wassu-Cocal e Xukuru-Kariri, de Alagoas; os Truká, Pankará e Atikum, de Pernambuco; os Kariri do Crato (Poço Dabtas / Umari e Chico Gomes), Crateús ( Aldeia Maratoan) e  Quitaiús Lavras da Mangabeira (Comunidade de Marreco), Kariri Quixelô em Iguatu   Kixelô Kariri em Iguatu e Quixelô, Isú Kariri em Brejo Santo, os Jucás de Parambu e os Kalabaça em Crateús e Poranga, os Tapuya-Kariris de São Benedito e Carnaubal (não possuem forte relação genética), os Kariú Kariri no Ceará , São Paulo, Distrito Federal, Maranhão (Estreito), Acre (Marechal Thaumaturgo) e os Kariri antigos Caboclos da Serra Grande em Queimada Nova no Piauí.
No Piauí, de acordo com a antropóloga Cinthya Motta Kós, existe a comunidade Kariri da Serra Grande, no município de Queimada Nova, localizado na divisa com a Bahia e Pernambuco.
A presença indígena foi, desde o princípio da história do Piauí, invisibilizada, o estado foi um  dos  últimos  do  Brasil  a  reconhecer  e  admitir  a  existência  de  uma  história  indígena  e considerar  o  ressurgimento  de  uma  cultura  autóctone.  A  resistência  a  este  reconhecimento tem  e mbasamento  na  ideia  de  extermínio  total  desses  grupos,  replicada  nos  registros oficiais.  Os  grupos  que  tem  reivindicado  recentemente  o  reconhecimento  enquanto  grupos indígenas   passam   por   diferentes   tipos   de   desconfianças,   pelos   diferentes   setores   da sociedade  piauiense,  na  maioria  dos  casos  referentes  a  uma  "repentina"  auto  declaração, considerada   muita   das   vezes   baseada   em   critérios   fictícios   por   não   apresentarem distintividade  cultural  e  fenotípicas  que  os  caracterizem  como  indígenas,  baseadas  numa representação  da  idealização  do  protótipo  xinguano.  No  município  de  Queimada  Nova  no sudeste  do  Piauí,  um  grupo  indígena  vinculado  a  etnia  Cariri,  demanda  reconhecimento pelos  órgãos  competentes.  A  localização  geográfica  em  que  esse  grupo  se  encontra denuncia  tal vinculação - em  uma  região  fronteiriça  entre  os  estados  do  Pernambuco  e  da Bahia, área de ocorrência desses grupos. No mesmo local há também a existência de outros grupos  étnicos;  grupos  quilombolas  que  detêm  um  amplo  reconhecimento  nos  movimento sociais por  sua  organização  política.
Atualmente, no estado do Ceará as comunidades indígenas Kariri estão no município de Crateús (116 pessoas) e Crato. Os Tapuya Kariris de São Benedito e Carnaubal, não possuem uma ascendência ou parentesco aos Cariris históricos, mas reivindicam o nome "Kariri" devido a importância destes no processo de autorreconhecimento dos próprios Tapuya Kariri.

## Bandeira dos Kariris (proposição)
No dia 4 de junho de 2020, o Blog Retomada Kariú-Kariri atualmente renomeado para Núcleo de Pesquisa Kinkú, propôs uma bandeira para os povos Kariris:

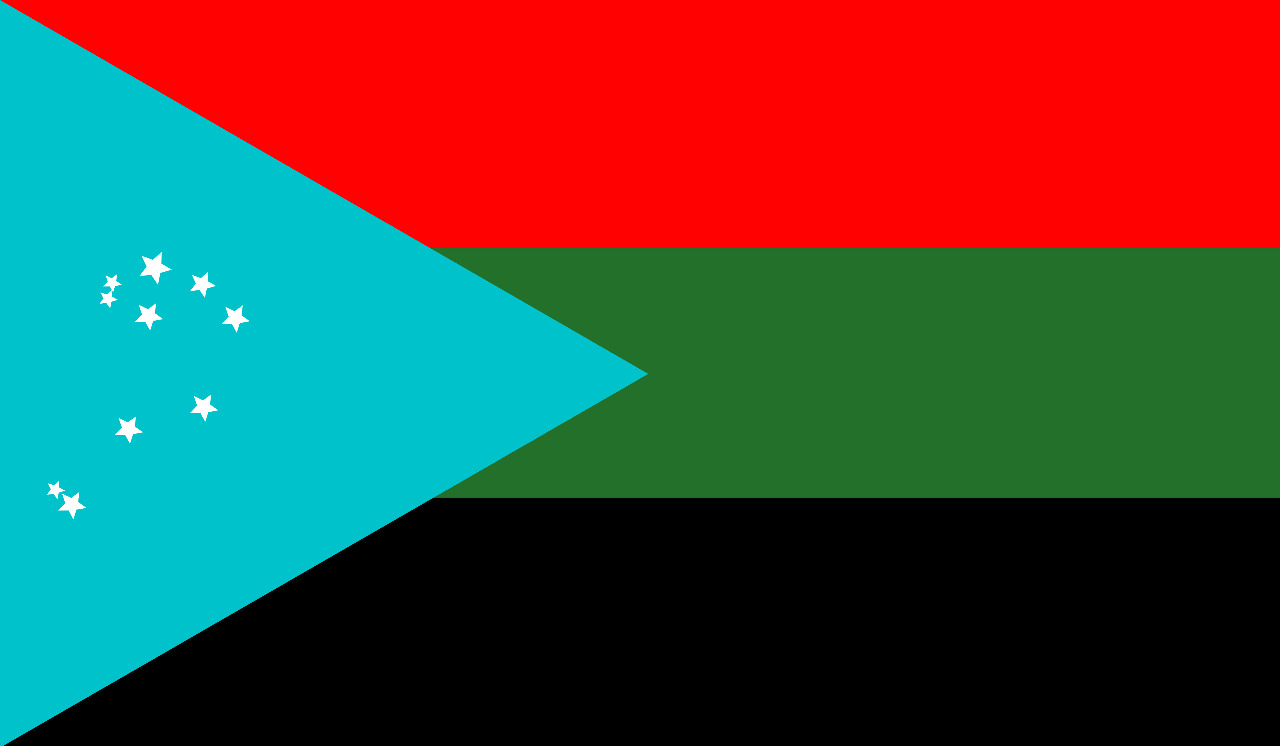
Bandeira dos Kariris

Em homenagem ao Ano Novo da Nação Kariri "o Bati", quê é o nascer helíaco das Plêiades o primeiro dia em que as Plêiades se tornam visíveis, no lado leste, antes do nascer do Sol, em meados  do dia 5 de Junho. Esse dia marcava o início do ano, para os povos da Nação Kariri e vários outros povos originários do território atualmente denominado Brasil, os quais observavam as Plêiades para elaborarem seus calendários. Sendo assim nós do Povo Kariú Kariri (Kinkú), constituímos uma Bandeira Étnica para a Nação Kariri e estamos compartilhando com os demais parentes desta Nação. A bandeira Étnica da Nação Kariri já é usada por núcleos familiares do Povo Kariú Kariri (Kinkú) e tem o formato retangular, onde é dividia em três listas horizontais de cores vermelha verde e preta, respectivamente de cima para baixo, no lado esquerdo, um triangulo isósceles de cor azul sobrepondo às três faixas e no seu interior, um conjunto de dez estrelas de cor branca, simbolizando a constelação das Plêiades vista a olho nu. Cada cor e componentes de bandeira tem um significado: A Plêiade é Bati, ou seja, o ano novo da Nação Kariri; A cor Vermelha representa o Céu Vermelho da Jurema Sagrada, a cor do Sangue de nosso povo o qual lavou essas terras e a cor do Urucu; A cor Verde representa a cor de nossas matas; A cor Preta representa o luto pelas vidas do parente morto ao longo da história, a cor do tinta do Jenipapo, a cor da Terra de onde tiramos nosso alimento e onde um dia seremos Plantados se unindo a mãe terra e aos encantados; A cor Azul representa a Lagoa encantada de onde nossos antepassados emergiram nessa neste mundo e o a cor Banca  significa que um dia o nosso povo terá paz e poderá viver e prosperar em nossas terras.